# Barbara Fraleová
Barbara Fraleová (italsky Barbara Frale; * 24. února 1970 Viterbo, Itálie) je italská historička, paleografka, spisovatelka a archivářka, pracující ve Vatikánském tajném archivu. V září 2001 objevila Chinonský pergamen.

## Publikace
- Le pergamene dell'Archivio comunale di Bolsena. Mostra documentaria, Bolsena: Dromos, 1994
- Orte 1303-1367. La città sul fiume, Manziana: Vecchiarelli, 1995 - ISBN 88-85316-57-3
- L'ultima battaglia dei Templari. Dal codice ombra d'obbedienza militare alla costruzione del processo per eresia, Roma : Viella, 2001 - ISBN 88-8334-037-X
- Strategia di un delitto. Filippo il Bello e il cerimoniale segreto dei Templari, Firenze: Giunti, 2001 - ISBN 88-09-02052-9
- Il papato e il processo ai Templari. L'inedita assoluzione di Chinon alla luce della Diplomatica pontificia, Roma : Viella, 2003 - ISBN 88-8334-098-1
- I Templari, Bologna: Il Mulino, 2004 - ISBN 88-15-09798-8. (česky Templáři. Praha : Argo, 2009. 173 s. ISBN 978-80-257-0173-7).
- I Templari e la sindone di Cristo, Bologna : Il Mulino, 2009 - ISBN 978-88-15-13157-7. (česky Templáři a Kristův rubáš. Praha : Argo, 2011. 194 s. ISBN 978-80-257-0404-2.
- La sindone di Gesù Nazareno, Bologna : Il Mulino, 2009. 379 s. ISBN 978-881513374-8.
- Il Principe e il Pescatore, Milano : Mondadori, Le Scie. Nuova Serie, 2011. ISBN 88-04-60901-X.
- La Lingua Segreta degli Dei, Milano : Mondadori, 2012. 363 s. ISBN 978-88-04-61612-2.